# The Big One – Das große Beben von San Francisco
The Big One – Das große Beben von San Francisco ist ein Dokudrama aus dem Jahr 2005, das mit Hilfe von Spielszenen und Archivmaterial das Erdbeben von San Francisco 1906 rekonstruiert.

## Handlung
Am Morgen des 18. April 1906 werden die Bewohner der amerikanischen Stadt San Francisco aus dem Schlaf gerissen, als um kurz nach fünf Uhr die Erde heftig bebt. Anhand ausgewählter Schicksale einiger Bürger der Stadt, darunter der Deutschamerikaner Arnold Genthe oder der damals amtierenden Bürgermeister Schmitz, wird versucht, die menschliche Seite dieses Ereignisses darzustellen. Bürgermeister Schmitz hatte kurz vor diesem Ereignis festgestellt, dass er der Korruption verdächtigt würde. Durch das Beben und sein Bemühen die Stadt zu retten versucht er seine Reputation wiederherzustellen.
Spätere Analysen ergeben, dass es sich um ein Beben der Stärke 7,8 auf der Richterskala gehandelt haben müsse. Nach dem Beben brechen in vielen Straßen Brände aus, die vier Tage lang das zerstörerische Werk vollenden. Im Verlauf dieser Katastrophe stürzen rund 30.000 Gebäude ein und fast die gesamte Bevölkerung wird obdachlos, mehr als 3.000 Menschen verlieren ihr Leben. In der Dokumentation kommen neben vier der Überlebenden auch Experten von der Feuerwehr und Historiker zu Wort, die die Rettungsbemühungen von damals kommentieren, und auch Fehler aufzeigen. Die entscheidenden Szenen und bewegenden Momente lässt Regisseur Philip Smith in Filmszenen nachspielen.
Der Film schließt mit der Erkenntnis, dass auch zukünftig jederzeit ein Erdbeben ähnlichen oder gar schlimmeren Ausmaßes San Francisco treffen könnte. Mit neuesten Kenntnissen und modernen Computeranimationen gelang es dem Regisseur, Spannung und Interesse zu wecken. Auch Hintergrundmaterial wurde in die Story mit einbezogen. Gedreht wurden die Spielszenen nicht nur in den USA, sondern auch in Polen.

## Hintergrund
Am Morgen des 18. April 1906 um kurz nach 5 Uhr brach die Erdkruste entlang einer von Norden nach Süden verlaufenden Nahtzone in Kalifornien auf einer Länge von rund 1280 km auf. Der Riss wies dabei teilweise eine Breite bis zu 500 m auf. Bei dem Beben starben 3000 bis 4000 Menschen und Tausende wurden obdachlos. Zum einhundertsten Jahrestag der Katastrophe hatten Geophysiker in Computeranimationen die Erschütterungen aus dem Jahr 1906 rekonstruiert und warnten in ihren Studien vor weiteren verheerenden Beben, die Kalifornien in der Zukunft treffen könnten. Die Ursache dieser Beben liegt in der San-Andreas-Verwerfung, die Kalifornien in gesamter Länge durchzieht und an der die Nordamerikanische und die Pazifische Erdplatte aneinander vorbeidriften, wobei sie sich untereinander verhaken und angestauten Druck gelegentlich in plötzlichen Erdbeben entladen. San Francisco wird jedoch nicht nur durch die Bruchstelle aus dem Jahr 1906 bedroht, sondern nach der Ansicht der Seismologen durch weitere Brüche in der Erdkruste, die sie als gefährlicher für die Region einschätzen. Eine davon ist der unter Spannung stehende Hayward-Graben, der durch dicht besiedelte Geschäfts- und Wohngebiete verläuft. Die Analysen basieren aus der Spannungstheorie, die bei der Erforschung des San-Francisco-Bebens zu Beginn des 19. Jahrhunderts geboren wurde.